# Коурак
Коурак (рос. Коурак) — село у Тогучинському районі Новосибірської області Російської Федерації.
Входить до складу муніципального утворення Коурацька сільрада. Населення становить 861 особа (2010).

## Історія
Згідно із законом від 2 червня 2004 року органом місцевого самоврядування є Коурацька сільрада.

## Населення
| 2002 | 2007  | 2010 |
| ---- | ----- | ---- |
| 1054 | ↘1049 | ↘861 |